# Adalbero (Steiermark)
Adalbero (Beiname „der Raue“; † 1082) aus dem Geschlecht der Traungauer war Markgraf der Karantanermark (Steiermark).
Er war der älteste Sohn des Markgrafen Ottokar I. von Steiermark und der Willibirg von Kärnten, Tochter von Herzog Adalbero von Eppenstein.
Er stand im Investiturstreit wie sein Vater auf Seiten der Partei Heinrichs IV. und kämpfte gegen seinen Bruder Ottokar II. Er wurde gebannt, verzichtete an den Bruder, behielt gräfliche Positionen und wurde 1082 im Ennstal ermordet. Anderen Quellen zufolge (F. Tremel, J. Wartinger) erfolgte seine Ermordung nach 1086 bei Julben (Leoben) durch eigene Dienstmannen.